# Meridià 151 a l'oest
El meridià 151 a l'oest de Greenwich és una línia de longitud que s'estén des del pol Nord travessant l'oceà Àrtic, Amèrica del Nord, l'oceà Pacífic, Oceania, l'oceà Antàrtic, i l'Antàrtida fins al pol Sud.
El meridià 151 a l'oest forma un cercle màxim amb el meridià 29 a l'est. Com tots els altres meridians, la seva longitud correspon a una semicircumferència terrestre, uns 20.003,932 km. Al nivell de l'Equador, és a una distància del meridià de Greenwich de 16.809 km.

## De Pol a Pol
Començant en el pol Nord i dirigint-se cap al pol Sud, aquest meridià travessa:
| Coordenades                               | País, territori o mar | Notes                                          |
| ----------------------------------------- | --------------------- | ---------------------------------------------- |
| 90° 0′ N, 151° 0′ O / 90.000°N,151.000°O  | Oceà Àrtic            |                                                |
| 72° 11′ N, 151° 0′ O / 72.183°N,151.000°O | Mar de Beaufort       |                                                |
| 70° 24′ N, 151° 0′ O / 70.400°N,151.000°O | Estats Units          | Alaska                                         |
| 61° 11′ N, 151° 0′ O / 61.183°N,151.000°O | Badia de Cook         |                                                |
| 60° 49′ N, 151° 0′ O / 60.817°N,151.000°O | Estats Units          | Alaska — Península de Kenai                    |
| 59° 12′ N, 151° 0′ O / 59.200°N,151.000°O | Oceà Pacífic          |                                                |
| 23° 22′ S, 151° 0′ O / 23.367°S,151.000°O | Polinèsia Francesa    | Illa Huahine                                   |
| 23° 24′ S, 151° 0′ O / 23.400°S,151.000°O | Oceà Pacífic          |                                                |
| 60° 0′ S, 151° 0′ O / 60.000°S,151.000°O  | Oceà Antàrtic         |                                                |
| 76° 58′ S, 151° 0′ O / 76.967°S,151.000°O | Antàrtida             | Dependència de Ross, reclamat per Nova Zelanda |